# Sininho
Sininho ou Tilim-Tim (no original, em inglês, Tinker Bell) é uma fada originalmente criada por James Matthew Barrie e apresentada em sua peça Peter and Wendy, em 1904. É descrita como travessa e irritadiça, mas leal acompanhante de Peter Pan. A personagem foi adaptada inúmeras vezes para o cinema, televisão e outros meios, e se tornou uma figura representativa da The Walt Disney Company.

## Personagem

### História
Surgindo originalmente na peça Peter and Wendy, escrita por James Matthew Barrie em 1904, a personagem fez sua primeira aparição cinematográfica em Peter Pan, filme da Walt Disney Animation Studios de 1953. Após o filme animado, a personagem se converteu em figura representativa da The Walt Disney Company, aparecendo em comerciais e introduções de programas, além dos parques temáticos da companhia e nas aberturas dos filmes da Disney. Em 1999 com a criação da franquia Disney Princesa, ela se juntou as demais personagens como terceiro membro da marca, na qual ficou até 2004.

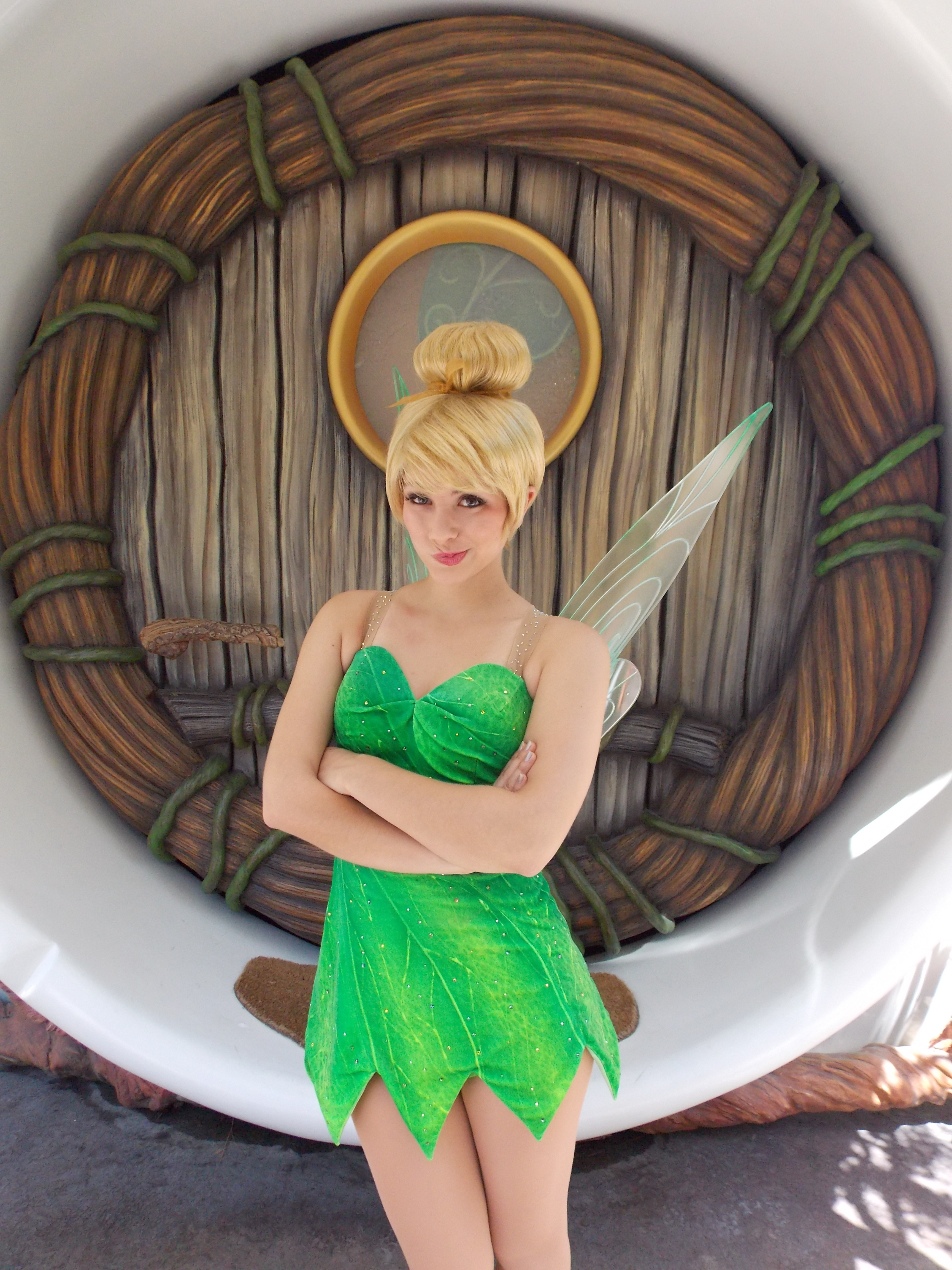
Atriz norte-americana incorporando Sininho no Disneyland Resort.

Em 2005, a franquia Disney Fadas surgiu a partir da personagem. E em 2008, Tinker Bell, um filme animado produzido pela DisneyToon Studios, estreou e se tornou o primeiro a ser protagonizado pela personagem.

### Descrição e nomes adaptados
A sua aparência mais conhecida é a originalmente surgida no filme Peter Pan, em 1953, e utilizada até hoje pela The Walt Disney Company. Sininho possui cabelos loiros, olhos verde-azulados e usa um vestido verde, feito a partir de uma folha. A atriz Margaret Kerry serviu como modelo para a criação da personagem. O seu maior sonho é «ter o tamanho de um ser humano normal, para poder abraçar Peter Pan», por quem é platonicamente apaixonada.
Na dublagem brasileira dos filmes da The Walt Disney Company, a personagem já recebeu três nomes diferentes. O primeiro foi Tilim-Tim (escrito também como Ti-Lim-Tim ou Tilintim), que foi usado para Peter Pan, em 1953. Em Return to Never Land, de 2002, foi usado o segundo nome, Sininho, que já era o mais conhecido pelas pessoas e que foi também usado em Portugal. O nome original, por sua vez, foi utilizado quando da estreia de seu próprio longa-metragem, Tinker Bell, em 2008.
Na série animada franco-indiana The New Adventures for Peter Pan, exibida pelo canal à cabo Gloob, ela também é chamada de Sininho.

### Profissão
Sininho era descrita nas obras em que participou como sendo uma fada dos dentes, profissão que exerceu durante toda a sua aparição no filme Peter Pan. Para além desta profissão, Sininho era conhecida como fada da floresta cuja principal função era proteger a terra do nunca.

### Outras aparições
Sininho apareceu na série de videojogos Kingdom Hearts como uma amiga que Sora pode convocar em horas difíceis. Sininho é uma personagem recorrente na terceira temporada da série Once Upon A Time, sendo interpretada pela atriz Rose McIver.

## Filmes e vídeos
- Tinker Bell: Uma Aventura no Mundo das Fadas (2008)
- Tinker Bell e o Tesouro Perdido (2009)
- Tinker Bell e o Resgate da Fada (2010)
- Tinker Bell - O Segredo das Fadas (2012)
- Tinker Bell: Fadas e Piratas (2014)
- Tinker Bell e o Monstro da Terra do Nunca (2015)